# Penatarsewu
Penatarsewu is een bestuurslaag in het regentschap Sidoarjo van de provincie Oost-Java, Indonesië. Penatarsewu telt 2638 inwoners (volkstelling 2010).